# Lyons (Nebraska)
Lyons is een plaats (city) in de Amerikaanse staat Nebraska, en valt bestuurlijk gezien onder Burt County.

## Demografie
Bij de volkstelling in 2000 werd het aantal inwoners vastgesteld op 963. In 2006 is het aantal inwoners door het United States Census Bureau geschat op 896,.

## Geografie
Volgens het United States Census Bureau beslaat de plaats een oppervlakte van 1,8 km², geheel bestaande uit land. Lyons ligt op ongeveer 394 m boven zeeniveau.